# Toky-Shamanaña
Toky-Shamanaña est la capitale de la paroisse civile de Marawaka dans la municipalité d'Alto Orinoco dans l'État d'Amazonas au Venezuela.